# Fundacja Wspomagania Wsi
Fundacja Wspomagania Wsi – organizacja pozarządowa zajmująca się rozwojem obszarów wiejskich w Polsce, powołana do życia na mocy dekretu prymasa Józefa Glempa 30 czerwca 1999. Misją Fundacji jest wspieranie inicjatyw gospodarczych, społecznych i kulturalnych mieszkańców wsi i małych miast oraz inicjatyw związanych z poprawą infrastruktury technicznej obszarów wiejskich. Prezesem zarządu od 1999 jest Piotr Szczepański.

## Historia Fundacji Wspomagania Wsi
Od 1981 prowadzone były rozmowy pomiędzy przedstawicielami niemieckiego i polskiego episkopatu o potrzebie powołania do życia niezależnej od komunistycznych władz organizacji działającej na rzecz poprawy warunków życia mieszkańców wsi. W rezultacie prowadzonych rozmów w 1987 roku powstała Fundacja Wspomagająca Zaopatrzenie Wsi w Wodę. Fundacja ta udzielała dotacji i preferencyjnych kredytów na budowę wodociągów i kanalizacji na terenach wiejskich. Ponadto organizowała szkolenia dla mieszkańców wsi w zakresie prowadzenia małej przedsiębiorczości, agroturystyki, ochrony środowiska, podstaw demokracji lokalnej i budowania świadomości obywatelskiej.
W 1991 powołano do życia Fundację Rolniczą, która za zadanie postawiła sobie zmianę struktury zatrudnienia na terenach wiejskich poprzez wspieranie inicjatyw gospodarczych zmierzających do tworzenia źródeł dochodu poza rolnictwem. Zadanie to było realizowane poprzez udzielanie preferencyjnych kredytów dla przedsiębiorstw, gospodarstw agroturystycznych oraz osób bezrobotnych. Fundacja Rolnicza jako jedyna organizacja pozarządowa w kraju wspierała rozwój małych elektrowni wodnych. W 1999 doszło do połączenia tych organizacji, na bazie których utworzono Fundację Wspomagania Wsi.

## Fundacja Wspomagania Wsi – programy
Misją Fundacji Wspomagania Wsi jest wspieranie rozwoju terenów wiejskich, w tym inicjatyw gospodarczych, społecznych i kulturalnych mieszkańców wsi i małych miast oraz inicjatyw związanych z poprawą infrastruktury technicznej obszarów wiejskich. Fundacja wspiera również rozwój niekonwencjonalnych źródeł energii.
Obecne działania Fundacji obejmują udzielanie mikropożyczek przedsiębiorcom rozwijającym działalność pozarolniczą (głównie z obszaru Polski Wschodniej). Od kilku lat Fundacja prowadzi także program „ABC przedsiębiorczości na wsi” podnoszący poziom wiedzy finansowej rolników. Na Podlasiu promuje przedsiębiorczość i dziedzictwo kulturowe wsi poprzez wsparcie ludowych twórców. Dziedzictwo wsi to także odrębny program, w ramach którego odbywają się konferencje w różnych regionach kraju.
Fundacja prowadzi również szereg programów poświęconych edukacji liderów organizacji wiejskich (cztery szkolenia tematyczne w Łowiczu) i wójtów (w ramach Akademii Wójta). Ponadto każdego roku w maju, wraz z innymi partnerami, organizuje w Marózie spotkania działaczy wiejskich z całej Polski. W ramach wspierania aktywnych społeczności lokalnych redaguje portal Witryna Wiejska. A dzięki serwisowi Wszechnica umożliwia dostęp do wykładów, debat i wystąpień najwyższej klasy wykładowców i ekspertów z różnych dziedzin mieszkańcom małych miejscowości.
Obecnie prowadzone przez Fundację konkursy to: Poznawaj Amerykę oraz Archiwum Wspomnień Jana Pawła II. 